# Выбор телевизионных критиков (премия, 2015)
<< 4-я Церемонии вручения 6-я >>
Пятая церемония вручения премии «Выбор телевизионных критиков» (англ. 5th Critics' Choice Television Awards), созданная и вручаемая Ассоциацией Телевизионных журналистов состоялось 31 мая 2015 года в отеле Беверли Хиллз В Лос-Анджелесе, штат Калифорния. Список номинантов был объявлен 6 мая 2015 года. Церемония транслировалась на The CW, а ведущей выступила Кэт Дили.
Лидером по числу побед стал мини-сериал «Что знает Оливия?».

## Лауреаты и номинанты
| Программы | Программы |
| Лучший драматический сериал | Лучший комедийный сериал |
| --- | --- |
| «Американцы» (FX) - «Игра престолов» (HBO) - «Империя» (FX) - «Оранжевый — хит сезона» (Netflix) - «Правосудие» (FX) - «Родина» (Showtime) - «Хорошая жена» (CBS) | «Силиконовая долина» (Netflix) - «Брод Сити» (Comedy Central) - «Вице-президент» (HBO) - «Девственница» (The CW) - «Мамаша» (CBS) - «Очевидное» (Amazon Video) - «Ты — воплощение порока» (FX) |
| Лучший фильм | Лучший мини-сериал |
| «В блюзе только Бесси» (HBO) - «Поэт в Нью-Йорке» (BBC America) - «Соловей» (HBO) - «Стокгольм, Пенсильвания» (Lifetime) - «Убийство Иисуса» (Nat Geo) | «Что знает Оливия?» (HBO) - «24 часа: Проживи ещё один день» (Fox) - «Американское преступление» (ABC) - «Благородная женщина» (Sundance TV) - «Волчий зал» (PBS) - «Книга рабов» (BET) |
| Лучший анимационный сериал | Самый ожидаемый новый сериал (все награждены) |
| «Арчер» (FX) - «Гравити Фолз» (Disney Channel) - «Закусочная Боба» (FOX) - «Звёздные войны: Повстанцы» (Disney XD) - «Симпсоны» (FOX) - «Южный Парк» (Comedy Central) | - «Американская история преступлений» (FX) - «Водолей» (NBC) - «Королевы крика» (Fox) - «Маппеты» (ABC) - «Нереальный холостяк» (Lifetime) - «Особое мнение» (Fox) - «Слепая зона» (NBC) - «Супергёрл» (CBS) |
| Шоу, от которого невозможно оторваться (зрительский приз) | |
| «Ходячие мертвецы» (AMC) - «Американская история ужасов: Фрик-шоу» (FX) - «Викинги» (History) - «Игра престолов» (HBO) - «Империя» (FX) - «Оранжевый — хит сезона» (Netflix) | |
| Лучшие актёры в комедийных сериалах | |
| Лучший актёр | Лучшая актриса |
| Джеффри Тэмбор за роль Моры Пфефферман — «Очевидное» - Энтони Андерсон за роль Андре «Дре» Джонсона — «Чёрная комедия» - Джонни Галэки за роль Леонарда Хофстедтера — «Теория большого взрыва» - Крис Мессина за роль Денни Кастеллано — «Проект Минди» - Томас Миддлдитч за роль Ричарда Хендрикса — «Силиконовая долина» - Уилл Форте за роль Фила «Тэнди» Миллера — «Последний человек на Земле»    | Эми Шумер за роль себя — «Внутри Эми Шумер» - Илана Глейзер за роль Иланы Уэкслер — «Брод Сити» - Лиза Кудроу за роль Валери Чериш — «Возвращение» - Джулия Луи-Дрейфус за роль Selina Meyer — «Вице-президент» - Джина Родригес за роль Джейн Виллануэва — «Девственница» - Констанс Ву за роль Джессика Хуан — «Трудности ассимиляции»                                                           |
| Лучший актёр второго плана | Лучшая актриса второго плана |
| ТиДжей Миллер за роль Эрлиха Бахмана — «Силиконовая долина» - Титус Берджесс за роль Титуса Андромедона — «Несгибаемая Кимми Шмидт» - Тони Хейл за роль Гэри Уолша — «Вице-президент» - Хайме Камиль за роль Рохелио де ла Вега — «Девственница» - Адам Драйвер за роль Адама Саклера — «Девчонки» - Камерон Монахэн за роль Йена Галлагера — «Бесстыжие»                                              | Эллисон Дженни за роль Бонни Планкетт — «Мамочка» - Маим Бялик за роль Эми Фара Фаулер — «Теория Большого взрыва» - Кэрри Браунштейн за роль разных персонажей — «Портландия» - Джудит Лайт за роль Шелл Пфефферман — «Очевидное» - Мелани Лински за роль Мишель Пирсон — «Вместе» - Иден Шер за роль Сью Хэк — «Бывает и хуже»                                                                    |
| Лучшие актёры в драматических сериалах | |
| Лучший актёр | Лучшая актриса |
| Боб Оденкёрк за роль Джимми Макгилла — «Лучше звоните Солу» - Тимоти Олифант за роль маршала Рейлана Гивенса — «Правосудие» - Мэттью Риз за роль Филипа Дженнингса — «Американцы» - Фредди Хаймор за роль Нормана Бейтса — «Мотель Бейтс» - Чарли Ханнэм за роль Джексона «Джекса» Теллера — «Сыны анархии» - Аден Янг за роль Дэниела Холдена — «Ошибки прошлого»                                     | Тараджи П. Хенсон за роли Куки Лайон — «Империя» - Ева Грин за роль Ванессы Айвз — «Страшные сказки» - Виола Дэвис за роль Аннализы Китинг — «Как избежать наказания за убийство» - Джулианна Маргулис за роль Alicia Florrick — «Хорошая жена» - Кери Рассел за роль Элизабет Дженнингс — «Американцы» - Вера Фармига за роль Нормы Бейтс — «Мотель Бейтс»                                        |
| Лучший актёр второго плана | Лучшая актриса второго плана |
| Джонатан Бэнкс за роль Майка Эрмантраута — «Лучше звоните Солу» - Уолтон Гоггинс за роль Бойда Краудера — «Правосудие» - Бен Мендельсон за роль Дэнни Рэйбёрна — «Родословная» - Крэйг Т. Нельсон за роль Зика Брэйвермана — «Родители» - Мэнди Пэтинкин за роль Сола Беренсона — «Родина» - Кристофер Экклстон за роль Мэтта Джеймисона — «Оставленные»                                               | Лоррейн Туссен за роль Ивонн «Ви» Паркер — «Оранжевый — хит сезона» - Кристин Барански за роль Дайаны Локхарт — «Хорошая жена» - Джоэль Картер за роль Эвы Краудер — «Правосудие» - Кэрри Кун за роль Норы Дёрст — «Оставленные» - Мэй Уитман за роль Эмбер Холт — «Родители» - Кэтрин Уинник за роль Лагерты — «Викинги»                                                                          |
| Лучшие актёры в фильмах / мини-сериалах | |
| Лучший актёр | Лучшая актриса |
| Дэвид Ойелоуо за роль Питера Сноудена — «Соловей» - Майкл Гэмбон за роль Ховарда Моллисона — «Случайная вакансия» - Ричард Дженкинс за роль Генри Киттериджа — «Что знает Оливия?» - Джеймс Несбитт за роль Тони Хьюза — «Пропавший без вести» - Марк Райлэнс за роль Томаса Кромвеля— «Волчий зал» - Кифер Сазерленд за роль Джека Бауэра — «24 часа: Проживи ещё один день»                          | Фрэнсис МакДорманд за роль Оливии Киттеридж — «Что знает Оливия?» - Мэгги Джилленхол за роль Нессы Штейн — «Благородная женщина» - Куин Латифа за роль Бесси Смит — «В блюзе только Бесси» - Джессика Лэнг за роль Эльзы Марс — «Американская история ужасов: Фрик-шоу» - Фелисити Хаффман за роль Барб Хэнлон — «Американское преступление» - Онжаню Эллис за роль Аминаты Диалло — «Книга рабов» |
| Лучший актёр второго плана | Лучшая актриса второго плана |
| Билл Мюррей за роль Джека Кэннисона — «Что знает Оливия?» - Джейсон Айзекс за роль Бенджамина МакКея — «Стокгольм, Пенсильвания» - Элвис Ноласко за роль Картера Никса — «Американское преступление» - Джонатан Прайс за роль Томаса Уолси — «Волчий зал» - Кори Майкл Смит за роль Кевина Коулсона — «Что знает Оливия?» - Финн Уиттрок за роль Дэнди Мотта — «Американская история ужасов: Фрик-шоу» | Сара Полсон за роль Бетт и Дот Тэттлер — «Американская история ужасов: Фрик-шоу» - Кэнди Александр за роль Виолы — «В блюзе только Бесси» - Джанет Мактир за роль Джулии Уолш — «Благородная женщина» - Моник за роль Ма Рейни — «В блюзе только Бесси» - Синтия Никсон за роль Марси Даргон — «Стокгольм, Пенсильвания» - Клер Фой за роль Анны Болейн— «Волчий зал»                              |
| Приглашенные актёры | |
| В комедийном сериале | В драматическом сериале |
| Брэдли Уитфорд за роль Марси — «Очевидное» - Бекки Энн Бэйкер за роль Лорин Хорват — «Девчонки» - Питер Галлахер за роль Ларри Брауна — «Вместе» - Лори Меткаф за роль Мэри Купер — «Теория Большого взрыва» - Джош Чарльз за роль тренера — «Внутри Эми Шумер» - Сьюзи Эссман за роль Бобби Уэкслер — «Брод Сити»                                                                                     | Сэм Эллиотт за роль Эйвери Маркема — «Правосудие» - Уолтон Гоггинс за роль Венуса Ван Дамма — «Сыны анархии» - Линда Лавин за роль Джой Грубек — «Хорошая жена» - Джулианна Николсон за роль доктора Лилиан ДеПол — «Мастера секса» - Лоис Смит за роль Бетти Тёрнер — «Американцы» - Сисели Тайсон за роль Офелии Харкнесс — «Как избежать наказания за убийство»                                 |
| Реалити и варьете | |
| Реалити | Реалити-конкурсные |
| Shark Tank (ABC) - Married at First Sight (A&E) - MythBusters (Discovery) - Босс под прикрытием (CBS) - Смертельный улов (Discovery Channel) - Тайная кухня Энтони Бурдена (CNN) | Без лица (Syfy) - Удивительная гонка (CBS) - Америка ищет таланты (NBC) - Танцы со звёздами (ABC) - Лучший повар Америки: Дети (Fox) - Голос (NBC) |
| Ток-шоу | Ведущий реалити-шоу |
| Ежедневное шоу с Джоном Стюартом (Comedy Central) - Джимми Киммел в прямом эфире (ABC) - Ночное шоу с Джимми Фэллоном (NBC) - Очень позднее шоу с Джеймсом Корденом (CBS) - События прошедшей недели с Джоном Оливером (HBO) - Шоу Грэма Нортона (BBC America) | Кэт Дили — Значит, ты умеешь танцевать? - Том Бержерон — Танцы со звёздами - Энтони Бурдена — Тайная кухня Энтони Бурдена - Фил Кеоган — Удивительная гонка - Джеймс Липтон — В студии актёрского мастерства - Бетти Уайт — Betty White’s Off Their Rockers |